# 钨酸铷
钨酸铷是一种无机化合物，化学式为Rb2WO4。它可由碳酸铷和三氧化钨在800 °C反应制得。它在pH 3下和过氧化氢溶液反应，可以得到Rb2{O[WO(O2)2H2O]2}·H2O。它和三氧化钨在高温反应，可以得到Rb2W2O7。